# راهبه پرنده
راهبه پرنده (انگلیسی: The Flying Nun) نام یک مجموعهٔ تلویزیونی آمریکایی کمدی موقعیت است که از سال ۱۹۶۷ تا ۱۹۷۰ میلادی از شبکهٔ ای‌بی‌سی پخش شد. این مجموعه بر پایهٔ رمانی به نام «پانزدهمین پلیکان» اثر «تِرِه ریوس» ساخته شده‌است و سالی فیلد در آن، در نقشِ «خواهر راهبه برتریل» ظاهر شده‌است.

## بازیگران
| بازیگر        | نقش                                                          | توضیح                           |
| ------------- | ------------------------------------------------------------ | ------------------------------- |
| سالی فیلد     | خواهر بِرتریل                                                 | راهبه و شخصیت اصلی              |
| مارج ردموند   | خواهر ژاکلین                                                 | راهبه و دوست خواهر برتریل       |
| مَدِلِن شِروود    | مادر روحانی پِلاسیدو                                          | مادر روحانی صومعه               |
| آلخاندرو ری   | کارلوس رامیرِز                                                | مدیر کازینو و دوست خواهر برتریل |
| شلی موریسون   | خواهر سیستو                                                  | راهبه                           |
| لیندا دنگسیل  | خواهر آنا                                                    | راهبه                           |
| ویتو اسکاتی   | کاپیتان دومنیک لوپز(فصل اول) و کاپیتان گاسپار فُمِنتو(فصل دوم) | رئیس پلیس                       |
| نیومی استیونز | خواهر تِرِزا                                                   | راهبه                           |
| سرینا سانده   | خواهر مارگاریتا                                              | راهبه                           |
| الینور دوناهو | جنیفر اِترینگتون                                              | پزشک و خواهر راهبه برتریل       |